# Dunaföldvár (hajó)
A Dunaföldvár magyar, 1989-es építésű, folyami, háromcsavaros toló motorhajó volt, amely 2014. április 5-én kigyulladt, majd elsüllyedt a Dunán, Romániában. 
A hajó Konstancából Bécsbe tartott, hat, vasérccel megrakott uszályt tolt maga előtt. A fedélzeten két román és öt magyar tengerész tartózkodott, amikor a 29-es kilométernél, Poarta Albă közelében váratlanul, egy rövidzárlat miatt kigyulladt. A parthoz manőverezett hajót négy tűzoltókocsi és egy tűzoltóhajó 12 órán keresztül oltotta, de az oltástól rákerült sok víztől a Dunaföldvár elsüllyedt.
A hajósok épségben átvészelték a balesetet, olajszennyezés nem történt.
A Galacból odaérkező uszályok kiemelték a hajót, amelyet aztán Poarta Albán elbontottak.